# Fédération suisse de marche
La Fédération suisse de marche (Schweizerischer Geher Verband en allemand, Federazione svizzera di marcia en italien et Swiss walking federation en anglais) est l'association qui gère les activités spécifiques de la marche athlétique en Suisse. 

## Présentation
La fédération suisse de marche est une fédération à but non lucratif membre de Swiss Athletics, la Fédération suisse d’athlétisme. La FSM gère les activités spécifiques à la marche athlétique en Suisse, par exemple :
- élaboration de ses propres règlements
- gestion de ses activités sportives et non sportives
- formation des juges de marche
- sélection et soutien aux athlètes du cadre national

## Organisation
La fédération suisse de marche est composée d’un comité exécutif (CE), d’une commission des compétitions (CC) et d'une commission technique (CT).
La FSM est représentée auprès de Swiss Athletics par son président.
En 2011, la FSM est composée de 7 clubs spécifiques à la marche athlétique, situés principalement en Suisse romande et dans le canton du Tessin.
Grâce à ses athlètes suisses, la marche est la discipline athlétique qui a rapporté le plus de médailles olympiques à la Suisse.
Swiss Athletics est membre de l'Association internationale des fédérations d'athlétisme (IAAF) ainsi que de l'Association européenne d'athlétisme (EAA) et par conséquent la fédération suisse est compétente pour toutes les questions d'athlétisme. Swiss Athletics est membre de Swiss Olympic, l'organisation faîtière du sport suisse.

## La marche sportive en Suisse
La première Coupe du monde de marche athlétique (Lugano Trophy) a été organisée en Suisse, en 1961 à Lugano dans le canton du Tessin. Le Tour de Romandie à la marche (TDM) est une épreuve par étapes, connue sur le plan international.